# 콜트 M1900
콜트 M1900은 존 브라우닝이 설계하고 미국의 콜트사가 개발한 권총으로, .38 ACP탄을 사용한다. 벨기에 파브리크 나시오날 드 에르스탈사의 M1900과는 다른 권총이다. 존 브라우닝은 콜트와 FN사 양쪽에 자신의 설계도를 팔았던 관계로 비슷한 시기에 비슷한 이름의 권총이 몇 종류 있다. 1890년대말에 설계되어 새로운 군용 제식 권총을 찾고 있던 미군에 제안된 권총 중 하나였다. 그러나 미국 해군이 200정을 구입하는데 그치고, 전체 생산량도 2000여정에 불과하는 등 상업적으로 성공을 거둔 권총은 아니었다. 다만, 나중에 콜트 M1911 권총의 시발점이라는 의미는 있다.
작동에 슬라이드를 도입한 최초의 권총 중 하나였으며 존 브라우닝이 발명한 쇼트 리코일 방식의 권총이었다. 이 방식은 후세에 가장 많이 모방된 작동 방식 중 하나가 되었다.

## 같이 보기
- FN M1900
- 콜트 M1903
- 콜트 M1911